# ويليام ر. نيولاند
ويليام ر. نيولاند (بالإنجليزية: William R. Newland)‏ هو خزاف نيوزيلندي، ولد في 5 فبراير 1919 في ماسترتون ‏ في نيوزيلندا، وتوفي في 30 أبريل 1998.